# Кошечкін Олег Володимирович
Оле́г Володи́мирович Ко́шечкін — старшина Збройних сил України, учасник російсько-української війни.

## З життєпису
Учасник російсько-української війни. Станом на жовтень 2017 року — голова Спілки учасників АТО в Радомишльському районі.

## Нагороди та вшанування
- Указом Президента України № 878/2019 від 4 грудня 2019 року за «особисті заслуги у зміцненні обороноздатності Української держави, мужність і самовіддані дії, виявлені у захисті державного суверенітету та територіальної цілісності України, зразкове виконання військового обов'язку» нагороджений орденом «За мужність» III ступеня[2].